# Elefantfoden
Elefantfoden er en masse af et lava-agtig materiale kaldet Corium (en), der blev formet under atomulykken i Tjernobyl i april 1986. Massen har sit navn "Elefantfoden" på grund af dens rynker, der får den til at ligne foden af en elefant. På grund af dens høje radioaktivitet, er Elefantfoden en af de farligste genstande på Jorden.

## Baggrund
Den 26. april 1986, eksploderede reaktor 4 på Tjernobyl-atomkraftværket, tæt på byen Pripjat i det daværende Sovjetunionen. Ulykken anses som den værste kernekraftulykke i historien, og resulterede i skader for omkring $235 milliarder, og flere døde og sårede.

## Elefantfodens dannelse og opdagelse
Under ulykken skete der en delvis kernenedsmeltning af værkets reaktor 4. Her blev dannet Corium, som følge af de radioaktive materialer, der brugtes som brændstof. Corium-materialet, samt andre smeltede materialer, brændte igennem bunden af reaktortanken, ned på betongulvet nedenunder og ligger nu i rum 217/2, under resterne af reaktor 4. Massen er 2 meter i diameter, og vejer omkring 2 tons. I dag frygter man, at massen vil brænde igennem gulvet som massen ligger på. Under massen er der nemlig grundvand, og hvis massen skulle falde ned i vandet, vil det resultere i endnu en eksplosion.
Elefantfoden blev opdaget cirka 8 måneder efter ulykken.

## Dødelighed
Selvom Elefantfoden er blevet mindre farlig gennem årene siden dens dannelse, er den stadigvæk ekstrem radioaktiv. Massen er stadig varmere end omgivelserne, men når ikke længere de ca. 2500 grader, som i 1986.
Det siges, at hvis en person står tæt ved massen i 30 sekunder, vil personen blive svimmel. Hvis personen står tæt ved massen i 5 minutter, ville vedkommende dø få dage senere.